# Gyula Petrikovics
Gyula Petrikovics (Budapeste, 12 de janeiro de 1943 — ?, 28 de junho de 2005) foi um canoísta de velocidade húngaro na modalidade de canoagem.

## Carreira
Foi vencedor da medalha de prata em C-2 1000 m em Cidade do México 1968, junto com o seu colega de equipa Tamás Wichmann.